# The Bitter Tea of General Yen
The Bitter Tea of General Yen (en català, El té amarg del general Yen) és una pel·lícula del 1933 dirigida per Frank Capra. La pel·lícula es basa en la novel·la de Grace Zaring Stone de 1930, del mateix nom. Fou una de les primeres pel·lícules que van tractar obertament l'atracció sexual interracial.

## Argument
A Xangai, en el marc de la Guerra Civil Xinesa. Els Jackson, una parella de missioners ja vells, reben els hostes de les noces de Robert Strike (Bob), un altre missioner, i Megan Davis, la seva núvia; Bob no veia a Megan des de feia tres anys, quan va ser enviat a la Xina. Però el matrimoni no es produeix perquè abans de la cerimònia, Bob porta notícies terribles per l'esclat de la guerra civil. El missioner es prepara per marxar per posar fora de perill uns orfes. Mentre l'home es troba amb el general xinès Yen per defensar la seva causa i demanar-los un salconduit, Megan l'espera en el cotxe. El general, burlant-se de les idees del missioner, li dona un document inútil, on descriu Strike com un ximplet. Arribats a l'orfenat, Megan i Bob provoquen la riota dels soldats xinesos pel suposat salconduit que mostren; més endavant, els roben el cotxe, quan estan a punt de fer pujar els nens a bord. En el tràfec que hi ha a continuació, quan van a l'estació, els dos acaben separats per la multitud.
Megan, que s'havia desmaiat, es recupera ja en el vagó privat del general Yen, on la bella concubina Mah-Li té cura d'ella. Arribats al palau d'estiu del general, són rebuts per Jones, el consultor nord-americà de Yen, que li comunica que ha aconseguit reunir sis milions de dòlars, que estan amagats en un cotxe de mercaderies, diners que necessita per sufragar despeses de guerra. Yen està cada cop més fascinat per la bella i espiritual nord-americana que es troba com a convidada i no vol enviar-la a Shanghai, a la zona de guerra. Així la convida a restar a casa seva.
Mah-Li, la concubina, té una relació amb el capità Li, un dels subordinats del general. Després de sopar, Yen la fa arrestar com a espia. Megan intervé i Yen aleshores li llença el repte de posar a prova el seu zelo cristià tenint sota la seva protecció a Mah-Li, però posant en joc la seva vida si la concubina el torna a traicionar. Megan accepta i, ingènuament, ajuda Mah-Li a trair novament Yen, passant informacions a l'enemic sobre el diners amagats que així són robats. El general, sense els diners que tenia a pagar als seus soldats, és abandonat per tots. Però no es venja de Megan, de la que s'ha enamorat. Després de preparar-se un te enverinat amb el qual vol suïcidar-se, Megan apareix vestida a la xinesa, amb un vestit que li havia donat Mah-Li. Mentre acarona al general, confiant que mai no l'abandonarà, ell tot somrient beu el te.
En un vaixell que la porta a Xangai acompanyat de Jones, l'assessor financer, Megan pensa en la vida plena de contradiccions del general Yen, la bellesa que l'envoltava i la seva tragèdia. Jones la reconforta dient-li que un dia els dos es tornaran a reunir.

## Producció i distribució
El guió es basa en la novel·la de Grace Zaring Stone, The Bitter Tea of General Yen, de 1930. El guionista Edward Paramore va modificar la naturalesa filosòfica de la famosa novel·la i la va substituir per un relat sobre una dona blanca que sucumbeix a la naturalesa salvatge i sensual d'un asiàtic exòtic. És una de les poques pel·lícules de Capra en la qual utilitza trucs fotogràfics i de direcció.
La pel·lícula va ser produïda per Columbia Pictures Corporation. Es va filmar a la Vall de San Fernando
Fou distribuïda per Columbia Pictures i es va estrenar el 6 de gener de 1933. A Nova York, es va fer l'11 de gener de 1933. El mateix any fou distribuïda per tot el món: al Regne Unit (22 de maig), a Finlàndia (21 d'octubre), a Dinamarca (23 d'octubre), a Mèxic (17 de novembre). A França i en Portugal, va estrenar-se respectivament el 12 i el 31 gener de 1934. El 16 de setembre de 1977 va ser projectada en l'àmbit del Toronto International Pel·lícula Festival.